# UFC Fight Night: Volkov vs. Struve
UFC Fight Night: Volkov vs. Struve (også kendt som UFC Fight Night 115) var et MMA-stævne, produceret af Ultimate Fighting Championship, der blev afholdt den 2. september 2017 i Ahoy Rotterdam i Rotterdam i Holland.

## Baggrund
En sværvægtskamp mellem tidligere Bellator-mester, russiske Alexander Volkov og hollandske Stefan Struve var stævnets hovedattraktion.
Tidligt i august, meldte Islam Makhachev afbud på en planlagt kamp mod brasilianske Michel Prazeres og blev erstattet af den danske nykommer Mads Burnell.
Til indvejningen klarede Michel Prazeres ikke letvægtskravet på 156 pund, da han vejde ind på 159 pund. Dette resulterede i at kampen mod Burnell blev ændret til en catchweight og Prazeres fik en både 20% af sin løn, hvilket blev givet til Burnell.
Burnell tabte til Prazeres via Submission (north-south choke) efter 1 minut og 26 sekunder i 3. omgang.
Nick Hein skulle have mødt nykommeren Zabit Magomedsharipov ved dette event, men meldte afbud den 21. august på grund af en skade. Hein blev erstattet af nykommeren Mike Santiago.
Den tidligere kvindelige UFC-fjervægts-mester, hollandske Germaine de Randamie skulle have mødt Marion Reneau ved stævnet. Men de Randamie meldte afbud den 25. august på grund af en skade. Hun blev erstattet af nykommeren Talita Bernardo.
Engelske Darren Till besejrede ved stævnet serbiske Bojan Veličković via en enstemmig afgørelse med dommerstemmerne 30-27, 30-27, 30-27.
Russiske Mairbek Taisumov besejrede ved stævnet, brasilianske Felipe Silva på knock out efter 1 minut og 24 sekunder i 1. omgang og vandt Performance of the Night-prisen for sin indsats.

## Bonus awards
De følgende kæmpere blev belønnet med $50,000 bonuser:
- Fight of the Night: Alexander Volkov vs. Stefan Struve
- Performance of the Night: Mairbek Taisumov og Zabit Magomedsharipov

## International tv-transmittering
| Land    | Tv-kanal         |
| ------- | ---------------- |
| Denmark | Viaplay Fighting |
| Norway  | Viaplay Fighting |
| Sweden  | Viaplay Fighting |